# Ciclos (álbum de Coda)
Ciclos es el quinto álbum de estudio de la banda mexicana de Hard rock Coda y fue publicado por Coda Music en 2015 en formatos de disco compacto y descarga digital. Es el primer álbum de Coda desde Nivel 3 en el que participan los integrantes originales del grupo.

## Reencuentro y grabación
Salvador Aguilar, vocalista de la banda era el único miembro desde los inicios de la agrupación y había grabado varios discos con Coda y a finales 2012 se dio el reencuentro de los antiguos integrantes del grupo -Tonio Ruiz, Chucho Esquivel, Allan Pérez y David Melchor- que grabaron los primeros tres álbumes de la banda tras un receso de 14 años para posteriormente realizar giras por México, América Latina y España.
Los trabajos de grabación se realizaron en tres diferentes estudios: Atlixco Road Studio en Atlixco, Puebla, TR Mix y Oz Recording Studio en México, D. F.. Fue producido por Tonio Ruiz, quien también mezcló el disco, mientras que la masterización del Ciclos se hizo en Sterling Sound NYC, en Nueva York, Estados Unidos.

## Presentación del disco
Aunque el álbum ya había salido a la venta el 19 de junio de 2015, la presentación oficial de Ciclos se efectuó en el Centro Cultural Roberto Cantoral de la Ciudad de México el 31 de julio del mismo año. Anteriormente, el 26 de mayo, Coda había lanzado de forma gratuita el sencillo «Muerte en el muelle» en formato digital.

## Listado de canciones
| N.º | Título                                    | Duración |  |
| 1.  | «Vivir en el infierno»                    | 4:28     |  |
| 2.  | «Desnúdame»                               | 3:33     |  |
| 3.  | «Desde que estás aquí»                    | 3:56     |  |
| 4.  | «Sigo aquí»                               | 4:12     |  |
| 5.  | «Muerte en el muelle»                     | 3:53     |  |
| 6.  | «Rueda y rueda»                           | 3:43     |  |
| 7.  | «No me doblego»                           | 4:00     |  |
| 8.  | «Reto»                                    | 4:07     |  |
| 9.  | «Desde que estás aquí» (versión acústica) | 3:49     |  |
| 10. | «Sigo aquí» (versión acústica)            | 4:12     |  |

## Créditos
- Salvador «Xava» Aguilar — voz.
- Antonio «Tonio» Ruiz — guitarra.
- Jesús «Chucho» Esquivel — batería.
- Allan Pérez — bajo.
- David Melchor — teclado.